# William Hamilton (atlet)
William Hamilton (n. 11 august 1883, State Center Township⁠(d), Iowa, SUA – d. 1 august 1955, Los Angeles, California, SUA) a fost un atlet american, medaliat olimpic. A participat la o ediție a Jocurilor Olimpice (1908) în care a câștigat o medalie de aur în proba de ștafetă mixtă.

## Palmares
| An   | Competiție        | Locație                | Loc | Eveniment     | Note   |
| ---- | ----------------- | ---------------------- | --- | ------------- | ------ |
| 1908 | Jocurile Olimpice | Londra, Marea Britanie | 17  | 100 m         | NS     |
| 1908 | Jocurile Olimpice | Londra, Marea Britanie | 6   | 200 m         | 22,7   |
| 1908 | Jocurile Olimpice | Londra, Marea Britanie | –   | 400 m         | NS     |
| 1908 | Jocurile Olimpice | Londra, Marea Britanie | 1   | Ștafetă mixtă | 3:29,4 |